# Saint-Nazaire-en-Royans
Saint-Nazaire-en-Royans – miejscowość i gmina we Francji, w regionie Owernia-Rodan-Alpy, w departamencie Drôme.
Według danych na rok 1990 gminę zamieszkiwało 531 osób, a gęstość zaludnienia wynosiła 150 osób/km² (wśród 2880 gmin regionu Rodan-Alpy Saint-Nazaire-en-Royans plasuje się na 1118. miejscu pod względem liczby ludności, natomiast pod względem powierzchni na miejscu 1616.).
Przez gminę przepływa rzeka Isère. 